# 졸업 (전람회의 음반)
《졸업》은 전람회의 3집 EP 앨범이다. 이 음반을 끝으로 전람회는 해체하였다.

## 개요
휘문고등학교 재학 시절부터 함께 음악 활동을 한 서동욱과 김동률은 2집 활동 후 각자의 진로로 고민하던 끝에 이 앨범을 마지막으로 활동을 중단한다. 김동률이 현악을 직접 지휘하고 김세황이 기타를 잡은 〈졸업〉, 노영심이 피아노를 친 〈첫사랑〉, 1991년도에 휘문고등학교의 한티가요제에서 수상한, 두 멤버의 화음으로 구성된 〈다짐〉, 새로 녹음한 1993년도 MBC 대학가요제 대상 수상곡 〈꿈속에서〉, 두 멤버의 장난기 섞인 노래 그리고 이적과 전람회 멤버들의 흥얼거림으로 막을 내리는 마지막곡 〈우리〉가 수록되어 있다.
김동률이 모든 곡의 작곡과 편곡을 맡았고, 서동욱과 김동률이 함께 작사하였다. 〈다짐〉은 양지윤과 김동률이 작사하였다.
후에 김동률은 이적과 함께 프로젝트 앨범 《Carnival》을 제작하는 한편 1998년에는 솔로 앨범 《The Shadow of Forgetfulness》를 발매하였고, 서동욱은 연세대학교를 우수한 성적으로 졸업한 후 금융인이 되었다.

## 수록곡
1. 졸업 - 4:55
2. 첫사랑 - 4:38
3. 다짐 - 3:38
4. 꿈속에서 - 4:57
5. 우리 - 5:15